# جوساگو

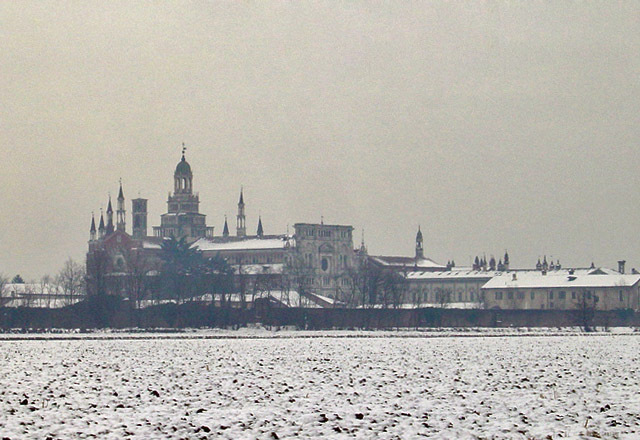
جوساگو

جوساگو (به ایتالیایی: Giussago) یک کومونه در ایتالیا است که در استان پاویا واقع شده‌است. جوساگو ۲۴٫۸ کیلومتر مربع مساحت و ۴٬۰۵۳ نفر جمعیت دارد.